# Islas de Sotavento (Antillas Menores)
Las islas de Sotavento son un grupo de islas de las Antillas Menores, integrado por diversas islas repartidas entre los Países Bajos y Venezuela, y situadas frente a las costas de este último país y sobre la plataforma continental sudamericana.
Es importante resaltar que la clasificación anglosajona de estas islas varía con respecto a la del resto del mundo, por lo que algunas islas clasificadas como de Sotavento o Barlovento pueden variar según la fuente que se consulte.

## Nombre y geografía
Las islas de Sotavento fueron llamadas así porque estaban más abajo de las corrientes dominantes de vientos (abajo de donde sopla el viento) y por lo tanto eran las más alejadas de las naves que venían desde Europa que se encontrarían primero con las islas de Barlovento.

## Diferencias geográficas según ámbito lingüístico
Existe una importante diferencia en la consideración de que islas pertenecen al grupo de Barlovento o Sotavento, según sea el ámbito lingüístico, de un lado el inglés y de otro el español, papiamento y neerlandés.
| Idiomas                       | Islas de Barlovento | Islas de Sotavento | Islas de Sotavento |
| ----------------------------- | ------------------- | ------------------ | ------------------ |
| Español, francés y neerlandés | Îles du Vent        | Îles du Vent       | Îles Sous-le-Vent  |
| Inglés                        | Windward Islands    | Leeward Islands    | Leeward Antilles   |

## Administración política
| Entidad                | Administración                         | Población | Idioma     |
| ---------------------- | -------------------------------------- | --------- | ---------- |
| Aruba                  | País constituyente de los Países Bajos | 102.911   | Papiamento |
| Curazao                | País constituyente de los Países Bajos | 153.817   | Papiamento |
| Bonaire                | Municipio de los Países Bajos          | 16.541    | Papiamento |
| Nueva Esparta          | Estado de Venezuela                    | 426.337   | español    |
| Dependencias Federales | Territorio federal de Venezuela        | 6.500     | español    |

## Islas de Sotavento
Las islas de Sotavento son, de occidente a oriente, las siguientes:
| Entidad                                                                       | Islas constituyentes | Localización |
| ----------------------------------------------------------------------------- | --- | ------------ |
| Islas ABC (Países Bajos)                                                      | Aruba Bonaire Klein Bonaire Curazao Klein Curazao |              |
| Dependencias Federales Venezolanas (sin incluir las islas de Patos y de Aves) | Archipiélago Los Monjes Archipiélago Las Aves Archipiélago los Testigos Archipiélago Los Frailes Isla Los Hermanos Isla La Sola Isla la Tortuga Cayo Herradura Islas Los Tortuguillos Isla la Orchila Isla la Blanquilla Archipiélago Los Roques Gran Roque Cayos Francisquí Cayo Lanquí Cayo Nordisquí Madrisquí Cayo Crasquí Dos Mosquises |              |
| Estado Nueva Esparta (Venezuela)                                              | Coche Cubagua Margarita |              |